# Царёво-Займище

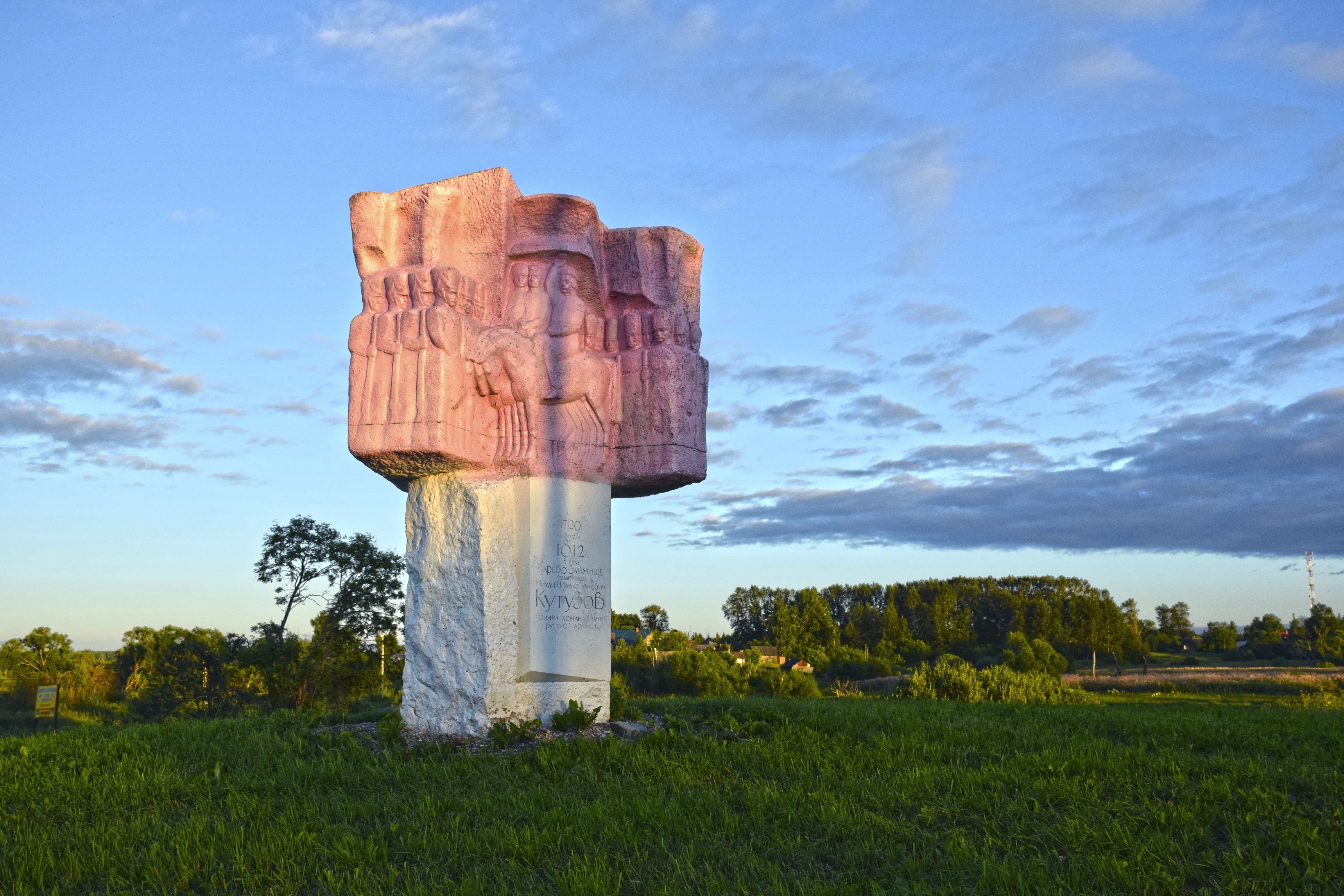
Памятный знак на месте, где в 1812 принял командование русской армией М. И. Кутузов

 Царёво-Займище — деревня в Смоленской области России, в Вяземском районе. Расположено в восточной части области в 43 км к северо-востоку от районного центра, по обеим сторонам автодороги М1 «Беларусь». Население — 256 жителей (2007 год). Центр Царёво-Займищенского сельского поселения.

## История
Известно как минимум с 1610 года, в котором русские войска держали в деревне осаду от польских войск гетмана Жолкевского. Войска Фёдора Елецкого и Григория Валуева прекратили сопротивление только после того, как другая часть русских войск потерпела поражение у Клушино и они оказались таким образом в тылу.
В 1627 году село зафиксировано в Книге Большому чертежу (описание карты русской земли). 29 августа 1812 года в Отечественную войну 1812 года в деревне произошла передача главного командования русских войск от генерала от инфантерии М. Б. Барклая-де-Толли к генералу от инфантерии князю М. И. Кутузову. В честь этого события названо местное крестьянское хозяйство «Кутузовское». У автомагистрали «Беларусь» установлен памятный знак.
В середине XIX века в селе проживало 480 человек. По 1924 год село входило в состав Успенской волости Вяземского уезда, впоследствии в Тумановскую и Гжатско-Пригородную волость. В 1929—1935 годах деревня входила в Гжатский район, в 1935—1961 годах в Тумановский, с 1961 года — в составе Вяземского района.

## Достопримечательности
- Памятник у автодороги Москва-Минск в честь принятия Кутузовым командования в Отечественной войне 1812 года.

В 1979 году на 188 километре трассы Москва-Минск у села Царёво-Займище Вяземского района открыли памятник в честь принятия М. И. Кутузовым командования над русскими войсками в августе 1812 года. Монумент высотой более пяти метров, вырубленный московским скульптором В. А. Дроновым из местного вяземского известняка, установлен на холме, к югу от автодороги. Надпись выполнена по эскизам художника-графика А. В. Сапожникова. Благоустройство территории проведёно по проекту архитектора И. Попова. На лицевой стороне основания памятника выбита надпись: «17(29) августа 1812 г. в селе Царёво-Займище полководец Михаил Илларионович Кутузов принял командование русской армией».
Из статьи иеромонаха Даниила (Сычёва) «Доблестным предкам от благодарных потомков…».
В Царёво-Займище также есть музей, посвящённый войне 1812 года, который полностью лежит на плечах Егоровой Любови Васильевны.